# Malakwal
Malakwal (en ourdou : ملکوال) est une ville pakistanaise située dans le district de Mandi Bahauddin, dans la province du Pendjab. Elle est la capitale du tehsil du même nom. La ville est située à moins de 200 kilomètres de la capitale fédéral Islamabad.
Malakwal est située sur une position relativement stratégique sur le réseau de chemin de fer pakistanais. La ville est en effet située sur la ligne Sargodha-Lalamusa et permet la jonction avec plusieurs villes situées à proximité, comme Khewra.
La population de la ville a été multipliée par plus de deux entre 1972 et 2017 selon les recensements officiels, passant de 18 451 habitants à 43 421. Entre 1998 et 2017, la croissance annuelle moyenne s'affiche à 1,7 %, bien inférieure à la moyenne nationale de 2,4 %. Selon le recensement de 2023, la population de la ville monte à 51 327 habitants.
Près de 91 % des habitants parlent le pendjabi, tandis qu'environ 7 % des habitants ont l'ourdou pour langue maternelle.
Essentiellement musulmane, la ville inclut une petite minorité chrétienne, comptant environ 700 fidèles.
Le taux d'alphabétisation de la ville s'élève à 82 % en 2023 (contre une moyenne nationale de 61 %), dont 86 % pour les hommes et 79 % pour les femmes.
|            | 1972 (rec.) | 1981 (rec.) | 1998 (rec.) | 2017 (rec.) | 2023 (rec.) |
| ---------- | ----------- | ----------- | ----------- | ----------- | ----------- |
| Population | 18 451      | 22 734      | 31 258      | 43 421      | 51 327      |